# حرستا
حرستا مدينة سورية في محافظة دمشق تقع شرق دمشق على الجهة الشرقية للطريق الرئيسي المنطلق من مدينة دمشق باتجاه مدينة حمص وفيها مركز ناحية.
تقع مدينة حرستا على الطريق القادم من حمص إلى دمشق إلى الشمال الشرقي منها وتحيط بها أحياء برزة والقابون ومدينة عربين.
وعلى بعد 5 كم من مركز العاصمة فهي تشكل البوابة الشمالية لمدينة دمشق، وقد وصفها ياقوت الحموي في كتابه معجم البلدان فقال: «هي منطقة كبيرة عامرة وسط بساتين دمشق».
وقيل إن اسم حرستا يعني باللغة الآرامية الأرض الخشنة وقد يكون هذا التعبير صحيحا جزئياً.
إذ يغلب على تربتها في المناطق الشمالية الغربية والشمالية وفرة الحصى والأحجار وربما بعض الصخور في بساتينها القريبة من سفوح السلسلة الشرقية لجبال القلمون.
في سجلات الأحول المدنية لا يزال يذكر اسم البصل إلى جانب حرستا، وربما كانت تشتهر في زراعة هذا النبات، لكن يقول بعض المؤرخين إن اسمها القديم كان، حرستا الزيتون، وهذا هو الأصح لوفرة زراعة هذه الشجرة المباركة في البساتين المحيطة بها ويعد زيت وزيتون مدينة حرستا من انقى واصفى والذ الزيتون في الوطن العربي، كما كانت أراضيها القريبة من مدينة دوما كروماً واسعة من أشجار العنب ملء السهل المتصل بدوما وصولاً إلى قرية عذراء.
وفي صدد التحدث عن تاريخ حرستا فمن المعروف أن معظم سكان الحواضر في بلاد الشام كانوا يعتنقون المسيحية قبل ظهور الإسلام، ومنها حرستا، إلا أن الأوابد الأثرية القديمة قد اندثرت نظراً لاستخدام الطين بدل الحجر في البناء في غوطة دمشق بسبب توفره ورخصه، لكن لا يزال فيها حتى وقتنا الحاضر أسرتين تعتنقين الديانة المسيحية.
وعندما عم الإسلام الشام، بدأت تزداد أعداد المسلمين تدريجياً سواءً من السكان الأصليين أو من الذين وفدوا مع الفتح الإسلامي وخاصةً في العهد الأموي حيث اتخذت حرستا مركز استجمام لوفرة رياضها ومياهها فبنيت فيها بعض القصور الأموية أو المنتزهات، ولا يزال اسم بعضها معروفاً حتى وقتنا الحاضر مثل «البلاطة» وهي ما بني فوق أرضها الفرن الآلي، أو «الحدائق» وهو موقع قريب منه يتألف الآن من وحدة سكنية.
برز من الأعلام الذين أصلهم أو إقامتهم في حرستا عدد لا بأس به وأذكر في مقدمتهم: محمد بن الحسن الشيباني وقد ولد عام 131 هـ الموافقة 748 م. وتوفي عام 189 هـ الموافقة 804 م. وهو إمام بالفقه والأصول، ومن أهل حرستا الأعلام القاضي عبد الصمد بن أبي الفضل الأنصاري الحرستاني، ومولده سنة 520 هـ ومات عام 614 هـ عن عمر يناهز الرابعة والتسعين عاماً.
كما لا يخفى الدور الذي لعبه الثوار ضد الاستعمار الفرنسي المتخذين من حرستا نقطة استناد لهم وتضحياتهم المساهمة في دحر الأجنبي.
كما يتواجد فيها الكثير من العائلات الكبيرة ذات الأصول القديمة والممتدة والضاربة في التاريخ عبر الأجيال والتي قاومت الاحتلال الفرنسي وما قبله.

## ما ذكره المؤرخون والجغرافيون
قال یاقوت الحموي
بالتحريك، وسكون السين، وتاء فوقها نقطتان: قرية كبيرة عامره وسط بساتين دمشق على طريق حمص، بينها وبين دمشق أكثر من فرسخ، منها شيخنا القاضي عبد الصمد بن محمد بن أبي الفضل الأنصاري الحرستاني، إمام فاضل مدرس على مذهب الشافعي، ولي القضاء بدمشق في كهولته ثم تركه ثم وليه وقد تجاوز التسعين عاما من عمره بإلزام العادل أبي بكر بن أيوب إياه، ومات وهو قاضي القضاة بدمشق، وكان ثقه محتاطا، وكان فيه عسر وملل في الحديث والحكومة، ومولده سنه 520، تكثّر به والده فسمع من علي بن أحمد بن قبيس الغسّاني وعبد الكريم بن حمزه والخضر السّلمي وطاهر بن سهل الأسفراييني وعلي بن المسلم، وتفرّد بالرواية عن هؤلاء الأربعة زمانا، وسمع من غيرهم فأكثر، ومات في خامس ذي الحجة سنة 614 عن 94 سنة، وينسب إليها من المتقدّمين حمّاد بن مالك بن بسطام بن درهم أبو مالك الأشجعي الحرستاني، روى عن الأوزاعي وإسماعيل بن عبد الرحمن بن عبيد بن نفيع وعبد الرحمن بن يزيد بن جابر وسعيد بن بشير وعبد العزيز ابن حصين وإسماعيل بن عيّاش، روى عنه أبو حاتم الرازي وأبو زرعه الدمشقي ويزيد بن محمد بن عبد الصمد وهشام بن عمار ويعقوب بن سفيان ومحمد بن عبد الصمد وهشام بن عمار ويعقوب بن سفيان ومحمد بن إسماعيل الترمذي، ومات سنه 228. وحرستا المنظره: من قرى دمشق أيضا بالغوطه في شرقيها.
قال عبد المؤمن البغدادي
بالتحريك، وسكون السين، وتاء فوقها نقطتان: قرية كبيرة عامره، في وسط بساتين دمشق، على طريق حمص، بينها وبين دمشق أكثر من فرسخ.
قال عبد الرحمن بن إبراهيم حسیني حنبلي
قریة فی وسط غوطة دمشق، نسب إلیها القاضي عبد الصمد بن محمد، سمع الکثیر وروى، وعمّر فوق التسعین، ومات في سنة 615.